# Colpodia angustipennis
Colpodia angustipennis är en tvåvingeart som först beskrevs av Johannes Winnertz 1853.  Colpodia angustipennis ingår i släktet Colpodia och familjen gallmyggor. Inga underarter finns listade i Catalogue of Life.